# Saori
 (août 2024).
Si vous disposez d'ouvrages ou d'articles de référence ou si vous connaissez des sites web de qualité traitant du thème abordé ici, merci de compléter l'article en donnant les références utiles à sa vérifiabilité et en les liant à la section « Notes et références ».
Saori Kido (城戸沙織, Saori Kido) est un personnage du manga et de la série d'animation Les Chevaliers du Zodiaque (Saint Seiya).
Elle est la petite-fille adoptive de Mitsumasa Kido, qui l'a reçue du Chevalier d'or du Sagittaire, Aiolos au Sanctuaire en tant que princesse.
Celle-ci mène une vie ordinaire, souvent entourée d'autres enfants de son âge qui seront ses futurs protecteurs, les Chevaliers de Bronze.
Au décès de son grand-père, elle deviendra la présidente de la fondation Kido. Elle organisera le tournoi qui réunira les Chevaliers de Bronze.
Ce grand tournoi révèle les forces du mal qui se sont emparées du Sanctuaire. Le grand pope, chef de la chevalerie protectrice de la déesse Athéna, envoie de nombreux chevaliers pour éliminer les chevaliers de Bronze qui découvrent, en même temps que Saori Kido, que la jeune femme est en réalité la réincarnation de la déesse Athéna, revenant sur terre tous les 200 ans pour combattre les forces du mal.
Le grand pope va parvenir à enlever Saori qui pendant son enlèvement, faillit embrasser Seiya et avoue qu'elle tient énormément à lui et qu'elle ne pourrait jamais se passer de lui et qu'elle est amoureuse de lui lorsque Shaina l'en empêcha. À la suite de son enlèvement, Saori prendra conscience de son immense pouvoir divin et de la véritable raison de sa présence sur Terre : être au XXe siècle la réincarnation de la déesse Athéna.
Tout au long des guerres contre Saga, qui parviendra à la blesser grièvement avec l'aide d'une flèche dorée en plein cœur, Poséidon, qui l'enfermera dans le pilier central de son empire dans lequel il déversera des tonnes d'eau pour noyer la déesse qui ne devra sa survie qu'à son pouvoir divin, ou Hadès, qui parviendra à emprisonner Athéna dans une jarre qui aspire le sang de la déesse encore vivante, elle fera preuve d’une grande générosité, de clémence et d'esprit de sacrifice. Elle remplira ainsi sa mission de protectrice de la Terre et de ses habitants, même si ce but lui impose le sacrifice de sa vie.
Son cosmos bienfaiteur permettra de guider de nombreux chevaliers voire leur faire apercevoir sa bonté et les remettre dans le chemin de la Justice : Saga, Kanon ou encore Aiolia.
Son armure est composée d'un casque, d'un bouclier au pouvoir guérisseur, et d'un puissant sceptre capable de tuer un dieu en un coup.
Elle n'intervient pas dans les combats contre les humains (excepté Saga dans l'anime), sa fonction principale consiste à envoyer des décharges de cosmo-énergie à ses chevaliers pour leur permettre de vaincre des adversaires de force supérieure. Saori n'affronte que les autres dieux. Redoutable combattante, elle parvient à vaincre Poséidon et Hadès.

## Saint Seiya

### Jeunesse
Alors qu'elle n'est encore qu'un bébé, Saga sous les traits du Grand Pope tente de l'assassiner, elle est sauvée par Aiolos.
Épuisé et gravement blessé lors d'une bataille contre Arles et un autre chevalier d'or (Shura du Capricorne), Aiolos meurt. Dans ces circonstances, Mitsumasa Kido retourne en Orient et adopte l'enfant, qu'il nomme Saori Kido.
Mitsumasa Kido sait que Saori est la réincarnation d'Athéna. Dans son enfance, Saori traite les futurs chevaliers comme des valets notamment le future chevalier de la licorne.

### Arc du Sanctuaire
Une fois que son statut de déesse Athéna sera révélé aux chevaliers, le Grand Pope n'aura de cesse d'envoyer ses chevaliers pour tenter d'éliminer la seule personne capable d'anéantir ses plans de conquête du monde. Il enverra Jamian, chevalier d'argent du corbeau, enlever Saori pour qu'il la ramène au Sanctuaire de force pour l'éliminer de ses mains. Saori sera sauvée par Seiya qui sera grièvement blessé pendant la rencontre. Par la suite, en déclarant une guerre ouverte au Sanctuaire, Saori s'attirera la foudres de son ennemi qui acceptera de recevoir la déesse et ses chevaliers au Sanctuaire. Mais en réalité, il profitera de la situation pour s'en prendre directement à la jeune fille par l'intermédiaire de Ptolemy de la flèche, qui lui décochera une flèche en plein coeur. Se résignant à supporter son fardeau, Saori sombre dans une semi-inconscience et suit le combat de ses chevaliers contre les chevaliers d'or, n'hésitant pas à leur prêter sa puissance divine pour les aider. Une fois sauvée de la mort, Saori traverse les 12 maisons et reçoit le soutien ainsi que l’allégeance des 6 chevaliers d'or encore en vie (Bélier, Taureau, Lion, Vierge, Balance et Scorpion). En traversant les 3 dernières maison, Saori parvient à ranimer Shiryu, Hyoga et Shun grâce à sa cosmo-énergie, puis elle confronte Saga des Gémeaux qui s'apprêtait à éliminer Seiya. Dans le manga Seiya le désenvoûte avec le bouclier d'Athena, pris de remords Saga se suicide. Dans l'anime, Saga souhaitant s'attaquer à Athena touche le sceptre de la déesse qui provoque la mort du chevalier presque instantanément.

### Arc Asgard / Poséidon
Saori est très affaiblie car la guerre du Sanctuaire a décimé son armée. Il ne lui reste que 5 chevaliers de bronze en état de se battre et 5 chevaliers d'or pour protéger le Sanctuaire. Ses derniers chevaliers sont maintenant vulnérables face aux soldats d'Odin et Poséïdon, désormais en surnombre.
Alors qu'Aldébaran du Taureau est retrouvé gravement blessé, Saori est attaquée au Japon par un guerrier divin envoyé par la prêtresse Hilda de Polaris. Athena doit sa survie que grâce à l'intervention de ses protecteurs juste sortis de l’hôpital. Athena décide alors de partir à Asgard accompagnée par Seiya et Shun rejoindre Hyoga déjà sur place pour y mener une enquête. Mais Hilda de Polaris vient rapidement à leur rencontre et cette dernière use de son immense pouvoir de prêtresse pour attaquer Athena qui riposte avec sa cosmo-énergie. Par la suite, sachant que la fonte des glaces des pôles nord et sud pourraient amener la fin du monde, Athena décide de remplacer Hilda sur l'autel des prières. Saori utilise son immense pouvoir divin pour regeler les deux pôles et les maintenir glace le plus longtemps possible. Dans le même temps, Athena veille sur ses chevaliers en les encourageant et en prêtant son énergie à Shiryu pour mettre les loups de Fenrhir hors de combat. Le temps avançant, les pouvoirs d'Athena diminuent et sa capacité à maintenair les pôles gelés également faisant monter inexorablement le niveau des océans. Puis lorsque son énergie est épuisée, Athena s'effondre au sol presque morte. Mais Hilda parvient à utiliser le pouvoir du dieu Odin pour la ranimer et lui rendre son énergie avant qu'une immense vague ne la fasse disparaître.
Après avoir été submergée par une immense vague, Athena se réveille dans un lit. Elle découvre alors que le dieu Poséidon l'a enlevé et que l'essence du dieu a pris possession du corps de Julian Solo, jeune homme qui a demandé la jeune femme en mariage. Mais Saori n'a pas donné suite aux avances de son prétendant. La déesse apprend que Poséidon a orchestré la bataille d'Asgard pour l'affaiblir. Pendant qu'elle était inconsciente, Poseidon en a profité pour mettre son plan a exécution : Faire tomber des pluies diluvienne sur la terre afin de l'immerger sans se soucier des humains. Devant tant de cruauté, Saori préfère se sacrifier pour tenter de sauver les humains. Poséidon conduit la déesse au milieu de son Sanctuaire sous-marin et l'enferme dans le pilier central. Une fois la porte de la salle du pilier refermée, Poseidon y déverse une partie des eaux destinées à submerger la terre. Athena utilise alors sa formidable énergie divine pour se maintenir en vie alors que les eaux la submergent rapidement. Même dans cette situation critique, Athena aide toujours ses chevaliers et empêche le général Siren de tuer Shun. Une fois libérée du pilier par Seiya, Athena utilise l'urne sacrée que ses vies antérieurs ont déjà utilisé pour enfermer à nouveau l'esprit de Poséidon.

### Arc Hadès
Les derniers chevaliers d'Athéna ont survécu à la bataille contre Poséïdon, mais les 108 spectres d'Hadès se sont réveillés et se sont rendus au Sanctuaire pour éliminer la déesse affaiblie. À leur tête se trouvent Shion, Saga, Deathmask, Aphrodite, Camus et Shura, revenus sous forme de spectres pour douze heures. Kanon, repenti de son crime et devenu chevalier des gémeaux, se retrouve aux prises avec son frère jumeau Saga. Athéna a demandé à Mu du Bélier et aux autres chevaliers d'interdire l'accès du Sanctuaire à Seiya et ses amis car elle refuse que ses amis et protecteurs prennent part à cette nouvelle guerre sainte. Mais Seiya et ses amis font fi de la demande de la déesse et entrent dans la bataille. Aldebaran s'entre-tue avec un spectre, puis Shaka de la Vierge se laisse éliminer par Saga, Camus et Shura, pour s'éveiller au 8e sens, l'Arayakishi, afin de le faire comprendre à Saori qui se sacrifie avec la dague de Saga. La déesse parvient à rejoindre Shaka dans les enfers. Les chevaliers d'or survivants, Milo, Aiolia et Camus, tentent d'affronter Radamanthus le commandant des spectres, mais il les projette dans la glace de l'abîme du Cocyte.
Le chevalier d'or de la Vierge et Athena, suivis par Seiya, Shun, Shiryu, Hyoga, Ikki et Kanon, qui se sont également éveillés au 8e sens, pénètrent dans les enfers en tant qu'humain encore en vie. Athena et Shaka se dirigent vers l'empereur Hadès suivis par Seiya venu lui apporter son armure divine. Mais à leur première rencontre, l'âme d'Hadès parvient à enlever Athena et la conduit à Elysion, l'endroit où se trouve le corps originel d'Hadès. Ce dernier enferme Saori dans une immense jarre qui aspire le sang de la déesse dans l'intention de l'éliminer. Kanon et les 5 chevaliers de bronze parcourent les enfers pour trouver le temple d'Hadès. À l'issue de cette bataille, Kanon renvoie l'armure des gémeaux en lieu sûr et se sacrifie pour éliminer Radamanthus, dévoilant la dernière carte des chevaliers d'or: ils peuvent exploser pour terrasser un ennemi. Athena ressuscite une dernière fois ses chevaliers d'or qui vont exploser à leur tour pour détruire le mur des lamentations qui bouche l'accès à Elysion.
Les chevaliers de bronze parviennent à la rejoindre à Elysion et Seiya tente de la délivrer en brisant la jarre avant de forcer Hadès à réintégrer son corps originel. C'est à ce moment qu'Athena contre les effets de la jarre d'Hadès en reprenant son sang perdu, en enfermant ses protecteurs dans des bulles de vie pour les ramener à la surface avant que son armure divine ne la recouvre. La jarre détruite, Hadès s'attaque à son ennemie qui est défendu par Seiya qui reçoit l'épée d'Hadès en plein coeur. Athena transperce alors Hadès avec son sceptre, qui se volatilise en promettant la disparition du monde. Une fois le dieu des enfers définitivement mort, son temple s'effondre tandis qu'Athena et ses amis s'en vont sur le chemin du retour.

### Next Dimension
L'histoire débute 200 ans avant, lors de l'ancienne guerre sainte, (dans un contexte inspiré par la série univers étendu The lost canvas). Dohko et Shion, alors jeunes, sont chargés de tuer un peintre nommé Alone, qui est la réincarnation d'Hadès, ami de Tenma, l'ancien chevalier du pégase.
Saori retourne dans le temps, au XVIIIe siècle, pour sauver la vie de Seiya, qui est maudit par l'épée du dieu Hadès. Mais trahie par le dieu Chronos, elle se transformera en bébé en arrivant au XVIIIe siècle. Shun et Ikki prennent la relève et retournent également dans le passé.

## Doublages

### Japonais
Keiko Han est la voix originale du personnage de 1986 à 2004, ainsi que dans le premier jeu vidéo sur PS2. Fumiko Orikasa la remplace à partir de la deuxième saison du chapitre Hadès et ce pour toutes ses apparitions à l'exception de la série Saint Seiya Omega et du jeu vidéo dérivé, où Shoko Nakagawa obtient le rôle. Pour le cas particulier du film La Légende du Sanctuaire (ayant sa propre continuité), le personnage est interprété par Ayaka Sasaki.

### Français
Virginie Ledieu est la voix française principale de Saori. Elle a toutefois parfois été remplacée par diverses comédiennes :
- Joëlle Fossier dans les épisodes 5, 7 et 8 ;
- Marie-Martine Bisson pour l’épisode 6 ;
- Régine Teyssot dans les épisodes 34, 73 et 74 ;
- Laurence Crouzet dans les épisodes 46, 47, 49, 51 et 94 ;
- Stéphanie Murat pour l’épisode 67 ;
- Joëlle Guigui pour l’épisode 86 ;
- Delphine Moriau dans les 13 premiers épisodes de la partie Hadès.

Pour le cas particulier de La Légende du Sanctuaire, le rôle a été confié à Sophie Frison.